# كنبانية هنارس

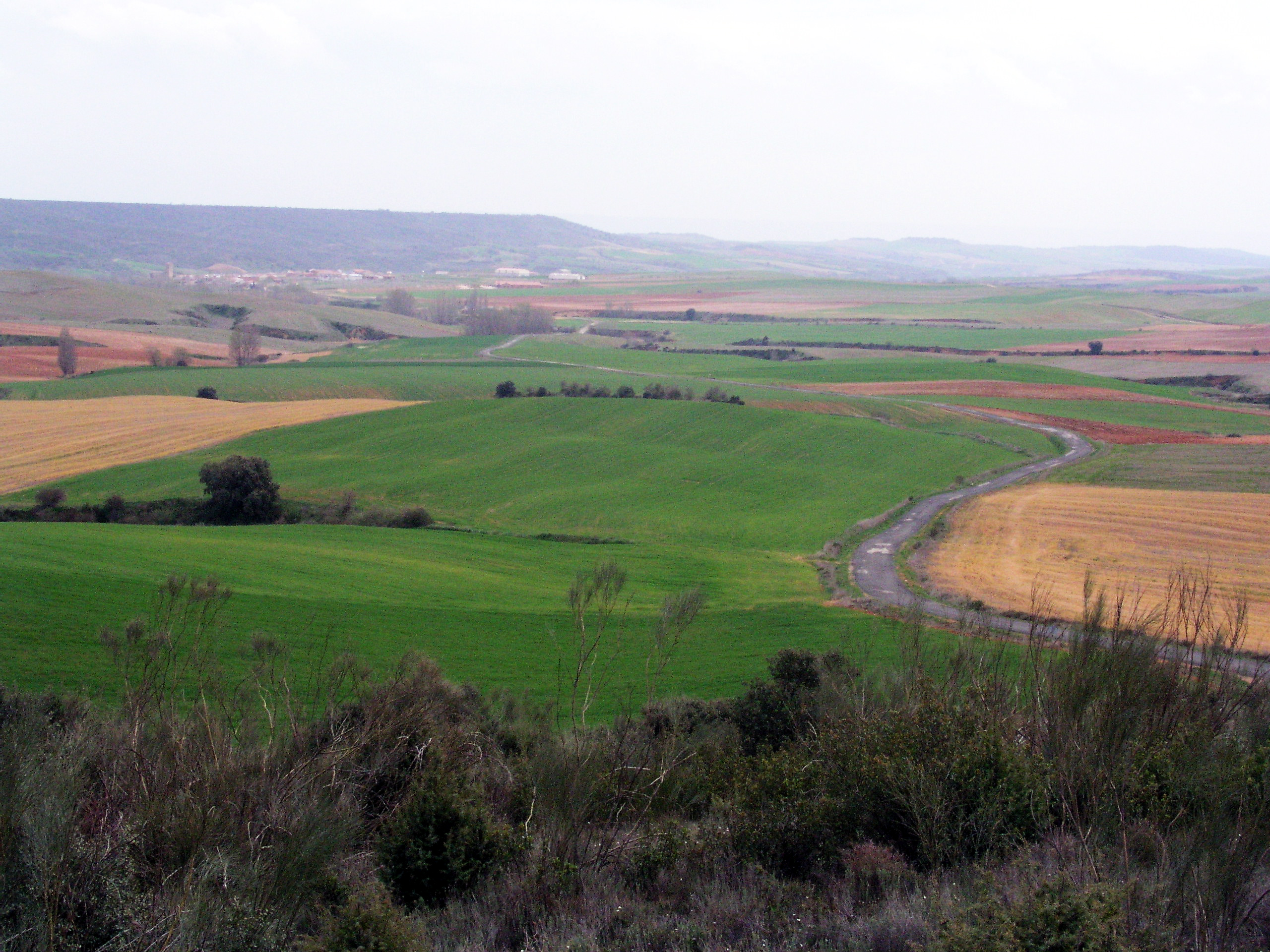

كنْبَانية هِنارس هي ناحية إسبانية غير ساحلية بين شرق منطقة مدريد وغرب مقاطعة وادي الحجارة، ولها حدود على الضفة اليسرى لنهر خرامة والضفة اليمنى لنهر هِنارس أو وادي الحجارة.